# Prisočka
Prisočka (cyr. Присочка) – wieś w Bośni i Hercegowinie, w Republice Serbskiej, w gminie Kotor Varoš. W 2013 roku liczyła 208 mieszkańców.